# Edificio Crédit Agricole IndoSuez
Edificio Crédit Agricole IndoSuez es un edificio de oficinas situado en el número 1 del Paseo de la Castellana de Madrid. De apariencia neoclásica, este edificio de 8 plantas está rematado por un reloj. Situado entre las Torres de Colón y el Palacio de Villamejor, en la actualidad es propiedad del grupo bancario francés Crédit Agricole Indosuez, y sede de su rama de banca de inversión en España.

## Historia
Edificio proyectado en año 1879, por el arquitecto Antonio Ruiz de Salces, responsable de la finalización de la obra de la Biblioteca Nacional. El primer propietario fue Tomás Ametller, que lo utilizó como palacete personal.
Se realiza una primera ampliación y una primera reforma proyectadas en 1930 por el arquitecto Eduardo Gambra Sanz. Perteneció en un principio a la compañía aseguradora Omnia.
En 1987 vuelve a ser rehabilitado para la compañía aseguradora Mare Nostrum por el arquitecto José Manuel Fernández Plaza, quien respetó, tanto la fachada como su interior. El edificio se completó con otro de nueva planta en la parte posterior, que no sobrepasa al edificio principal para que no sea visto desde la Castellana y cuyos sótanos fueron acondicionados para aparcamientos.